# Nance Dicciani
Nance Dicciani (Filadelfia, Pensilvania, 1947) es una ingeniera química estadounidense. Contribuyó significativamente al desarrollo de escáneres ultrasónicos para examinar a mujeres embarazadas con su tesis doctoral, Ultrasonically-Enhanced Diffusion of Macro Molecules in Gels. Su experiencia en química y negocios la ha llevado a alcanzar los primeros puestos en varias compañías, como en Specialty Materials, un grupo de negocio estratégico de Honeywell. La revista Forbes la clasificó como una de las «100 mujeres más poderosas del mundo» de 2005. 

## Primeros años y educación
Nance Dicciani nació en 1947 en Filadelfia, Pensilvania, Estados Unidos. Su padre fue un ingeniero industrial, quien la apoyó en su interés por la ciencia. 
Estudió ingeniería química y obtuvo una licenciatura en la Universidad de Villanova en 1969, una maestría en la Universidad de Virginia en 1970 y su doctorado en la Universidad de Pensilvania en 1977. En su tesis doctoral Ultrasonically-Enhanced Diffusion of Macro Molecules in Gels, aplicó la ingeniería química a la imagen médica, trabajo que contribuyó significativamente al desarrollo de escáneres ultrasónicos para el examen de mujeres embarazadas. En 1987, obtuvo una maestría en administración de empresas de la Escuela de negocios Wharton.

## Trayectoria
En 1977, Dicciani se convirtió en ingeniera de Air Products and Chemicals, Inc. Fue promovida a varias posiciones en investigación y desarrollo, logrando el cargo de directora de desarrollo comercial en 1988.  Participó en el desarrollo del primer proceso no criogénico de la compañía para la separación de nitrógeno y oxígeno del aire, y en la identificación de un nuevo catalizador para producir benceno a partir de coque.
En 1991, Dicciani fue contratada por Rohm and Haas como directora de negocios para su División de Productos Químicos de Petróleo. En 1999, se había convertido en vicepresidenta sénior.
En noviembre de 2001, Dicciani se convirtió en presidenta y directora ejecutiva de Specialty Materials, un grupo de negocio estratégico de Honeywell. Se le atribuyó a Dicciani el haber reducido los costos, aumentado las ventas y enfatizado la innovación en Specialty Materials. Se retiró de Honeywell el 14 de abril de 2008.

## Premios y honores
En 2006, Dicciani fue nombrada por el presidente George W. Bush para el Consejo de Asesores de Ciencia y Tecnología (PCAST, por sus siglas en inglés) del presidente. También es miembro del Comité Ejecutivo del American Chemistry Council y preside el Comité de Investigación de la Junta. Dicciani es también vicepresidenta de la Sociedad de la Industria Química y es miembro de su Comité Ejecutivo.
Es miembro de las Juntas Directivas de Halliburton, Praxair y Rockwood Holdings, Inc. También es miembro del consejo de administración de la Universidad Villanova.
Ha recibido premios varios, entre ellos el premio al logro de 1987 de la Society of Women Engineers. Fue profesora de Ingeniería Química Warren K. Lewis en 2003 en el Instituto de Tecnología de Massachusetts y fue clasificada como una de las «100 mujeres más poderosas del mundo» por la revista Forbes en 2005. En 2012, fue galardonada con el premio Henry F. Whalen a la 
excelencia en desarrollo y gestión de empresas en una empresa química por la División de Desarrollo y Gestión de Negocios de la American Chemical Society.